# Bruidsmot
De bruidsmot (Sitochroa palealis) is een microvlinder uit de familie van de grasmotten (Crambidae). De spanwijdte bedraagt tussen de 26 en 33 millimeter, waarmee het een forse microvlinder is.
De vliegtijd is juni en juli. Waardplanten zijn wilde peen, Peucedanum oreoselinum en planten uit de geslachten berenklauw, Foeniculum en Silaum.
De vlinder komt voor in geheel Europa.